# Гликина, Елена Владимировна
Елена Владимировна Гликина (в девичестве Портянкина, род. 20 декабря 1969, Горький) — советская и российская фехтовальщица (рапиристка). Мастер спорта СССР международного класса. Чемпионка СССР (1987, личный зачёт); бронзовый призёр Чемпионата СССР (1989, личный зачёт). Серебряный призёр Чемпионатов мира (1989, 1991, командный зачёт). Участница Олимпийских игр (1988, 1992).

## Биография
Начала заниматься фехтованием в 1978 году. Тренировалась под руководством О. П. Леоновой и А. Д. Зуева. Выступала за ВФСО «Динамо» (Горький/Нижний Новгород).
В 1988 году завоевала серебряную медаль в индивидуальном турнире фехтовальщиц на Чемпионате мира среди юниоров в Саут-Бенде.
На Чемпионате мира в Денвере в 1989 году сборная СССР в составе: Ольга Величко, Татьяна Садовская, Ольга Вощакина, Елена Грицына и Елена Гликина — завоевала серебряную медаль в командном турнире. В 1991 году сборная СССР в составе: Татьяна Садовская, Ольга Величко, Елена Гликина, Ольга Сидорова, Татьяна Напалкова — завоевала серебряную медаль на Чемпионате мира в Будапеште.
На Олимпийских играх в Сеуле (1988) в командном турнире заняла 4-е место, в индивидуальном турнире была 8-й. На Олимпийских играх в Барселоне (1992) заняла 25-е место в индивидуальных соревнованиях, в командных — 4-е.
В 1987 году стала чемпионкой СССР в индивидуальном первенстве.

### Семья
Имеет сына.